# Ansuz
Ansuz is de vierde rune van het oude Futhark. De klank is 'aa'. Ansuz is de vierde rune van de eerste Aett in de vorm van een boom, vernoemd naar de es.

## Karaktercodering
| Unicode Codepoint | U+16a8               |
| Unicode-Name      | RUNIC LETTER ANSUZ A |
| HTML              | &#5800;              |